# Peccatum (Band)
Peccatum (lat. Sünde) war eine Dark-Metal-Band aus Norwegen. Ihre Einflüsse reichen von Black Metal, Progressive Metal, Symphonic Metal und Gothic Metal bis hin zu Klassik und Oper.

## Biographie
Peccatum wurde 1998 von der Sängerin Ihriel (Heidi Solberg Tveitan), ihrem Ehemann Ihsahn (Thou Shalt Suffer, Emperor), und ihrem Bruder Lord PZ gegründet. Auf der EP Oh, My Regrets (2000) wurden sie außerdem von Per Eriksen (Nøkken), Trond Villa (Folque) und Helene Vaage unterstützt, von Eriksen auch auf dem Album Amor Fati. Nach dem Austritt von Lord PZ (2004) änderte sich auch der Sound der Band. Das mit dem Schlagzeuger Knut Aalefjær (Helge Lien Trio, Moments Notice) und dem Sänger Einar Solberg aufgenommene Album Lost in Reverie ist wesentlich avantgardistischer als die vorhergehenden Alben.
Lost in Reverie und die EP The Moribund People von 2005, bei dem Jarle Havrås (The Boots Band) als Schlagzeuger aushalf, wurden beide unter dem Label Mnemosyne Productions produziert, welches Ihriel und Ihsahn gehört und auch von ihnen geführt wird. Die Band trennte sich jedoch im Sommer 2006, da Ihsahn sich auf die Emperor-Reunion und auf seine Solokarriere konzentrieren wollte.

## Diskografie
- 1999: Strangling from Within – (Candlelight Records)
- 2000: Oh, My Regrets [EP] – (Candlelight Records)
- 2000: Amor Fati – (Candlelight Records, Irond)
- 2004: Lost in Reverie (Mnemosyne Productions, The End Records)
- 2005: The Moribund People [EP] (Mnemosyne Productions, The End Records)